# Mizantropia
Mizantropia — український extreme gothic, dark metal, симфо-дрім[джерело?] колектив. Гурт був заснований 23 лютого 2003 року у Запоріжжі. Склад групи часто зазнавав змін. Деякі музиканти з'явилися нещодавно, інші грають у групі вже кілька років. За 10 років існування гурт записав та випустив 3 альбоми та зняв 1 відеокліп. 6 серпня 2010 року під лейблом Grailight Productions вийшов дебютний альбом «Вдоль Пустынных Аллей», який був записаний в Запоріжжі на студії LightSide під керівництвом Юрія Кургана. У 2015 році силами українського лейбла Metal Scrap records видано другу повноформатну платівку гурту "Забуття".
У 2012 випущено дебютний відеокліп до пісні «За тобой». У 2017 році випущено відеокліп на пісню Black idol.

## Вдоль Пустынных Аллей (2010)

обкладинка

### Список композицій
1. Intro
2. Волчица
3. Сон Затерянных во Мраке
4. Полюбив Никогда
5. Ложный Свет
6. Ghost in the Rain
7. Воскрешение Смертью

## Дискографія
- Cold Dawn (EP) — (2009)
- Fatalite (2010)
- Вдоль Пустынных Аллей (2010)
- Забуття (2015)
- Out Of Mind (2018)

### Кліпи
- За тобой (2012)
- Black idol (2017)